# Stene Point
Stene Point är en udde i Antarktis. Den ligger på ön Coronation Islan i Sydorkneyöarna. Argentina och Storbritannien gör anspråk på området. 
Terrängen inåt land är kuperad åt sydost, men åt nordost är den bergig. Havet är nära Stene Point åt sydväst. Trakten är obefolkad. Det finns inga samhällen i närheten.